# Walter Donado
Walter Donado (Villa Dominico, 1 de agosto de 1962) es un actor, empresario y adiestrador argentino, reconocido por sus papeles en las producciones cinematográficas Relatos salvajes, Al final del túnel y El perro.

## Carrera
Donado se vinculó con la industria cinematográfica mediante su empresa de adiestramiento de animales Zoofilms, en la que ha entrenado desde la década de 1980 especies como felinos, serpientes y monos para producciones cinematográficas y publicitarias. En el año 2004 interpretó uno de los papeles principales en el largometraje de Carlos Sorín El perro, grabada en la Patagonia y protagonizada por Juan Villegas. Dos años después realizó un pequeño papel en la película El camino de San Diego y en 2014 obtuvo repercusión nacional interpretando el papel de Mario en el segmento "El más fuerte" de la laureada película Relatos salvajes.
En 2016 registró apariciones en las películas El jugador y Al final del túnel, y un año después interpretó el papel de Arzola en Solo se vive una vez de Federico Cueva, donde compartió elenco con Gérard Depardieu y Peter Lanzani. En 2018 apareció en una nueva producción cinematográfica titulada El jardín de la clase media de Ezequiel César Inzaghi.

## Filmografía
- 2004 - El perro
- 2006 - El camino de San Diego
- 2014 - Relatos salvajes
- 2016 - El jugador
- 2016 - Al final del túnel
- 2017 - Solo se vive una vez
- 2018 - El jardín de la clase media
- 2021 - Cato